# Pau-d'Arco (Tocantins)
Pau d'Arco é um município brasileiro do estado do Tocantins.

## Significado do nome
Na época da criação do município havia uma árvore, seca, caída à margem esquerda do rio Araguaia. Essa árvore era um Ipê também conhecido na região por Pau d’Arco.

## Principais Pontos Turísticos
Lago da Vargem Limpa
A 12 km da cidade
Praia da Fofoca 
Rio Araguaia de frente a cidade de Pau d'Arco
Capela da serra do avião
O evento idealizado pelo grupo de jovem local, demonstrando Esperança em Cristo o qual ainda existe até hoje e realiza o evento juntamente com as paróquias de Pau D’arco São Domingos de Gusmão e a Arapoema Santa Terezinha. É conhecida como serra do avião por ser atingida por um avião bimotor nos anos cinqüenta desde então é chamada de serra do avião, é usada por desportistas, aventureiros e religiosos, de onde é proporcionada uma paisagem magnífica do Rio Araguaia, planícies e montanhas. 

## Eventos
Calendário de Janeiro a Dezembro:
Fevereiro
Dia 10 - Festa de Aniversário da cidade
Março
Passeio Amigos do Araguaia  
Abril
Caminhada da Ressurreição
Junho
Fearte
Agosto
  

 Dia 08 - Festejo de São Domingos de Gusmão.

## Geografia
Localiza-se a uma latitude 07º32'23" Sul e a uma longitude 49º22'20" Oeste, estando a uma altitude de 5 metros. Sua população estimada em 2005 era de 4 600 habitantes. Pau d'Arco é uma pequena cidade que fica a 422 km de sua capital Palmas-TO, fica no extremo norte do estado.